# Dolina Białki

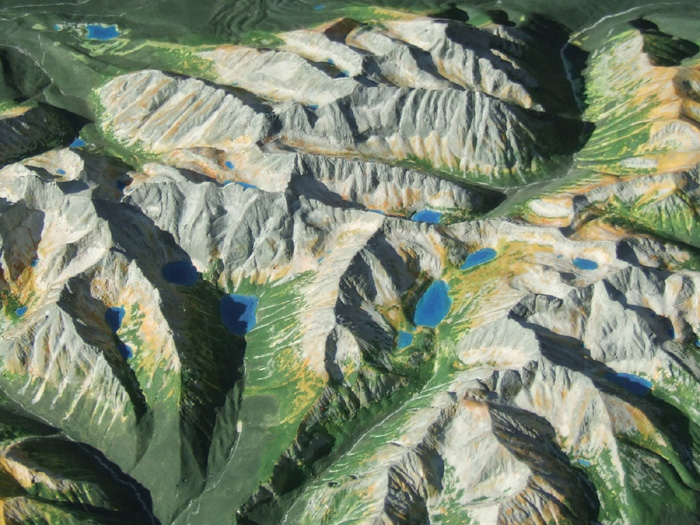
Plastische Karte der Hohen Tatra, die Dolina Białki nimmt fast die ganze untere Bildhälfte ein. Lediglich ganz rechts befindet sich das Tal Dolina Suchej Wody Gąsienicowej

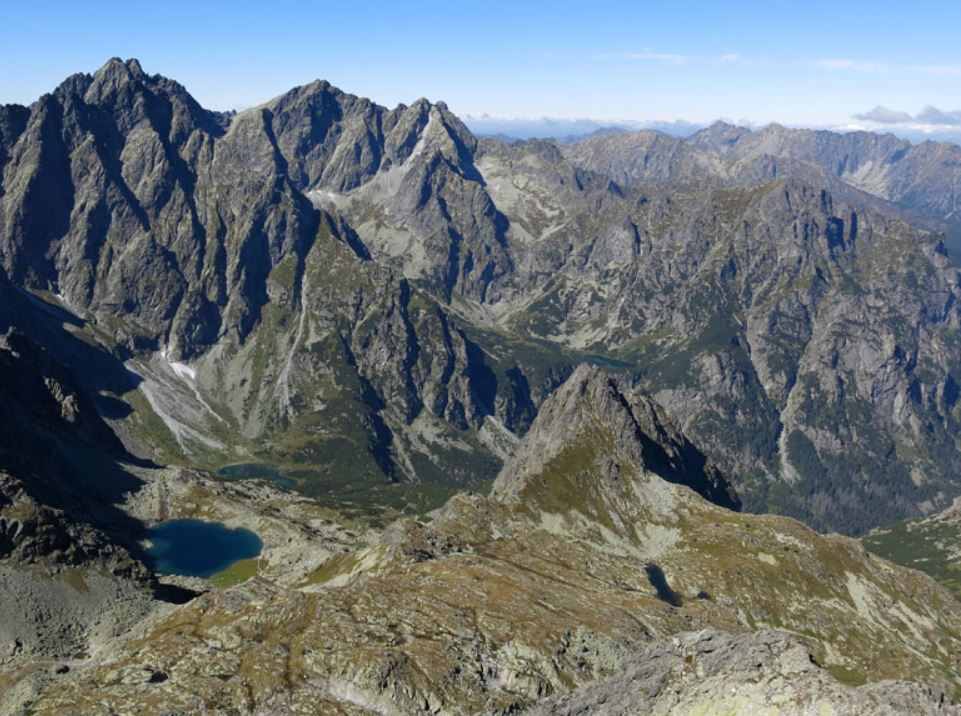
Oberer Teil des Tals

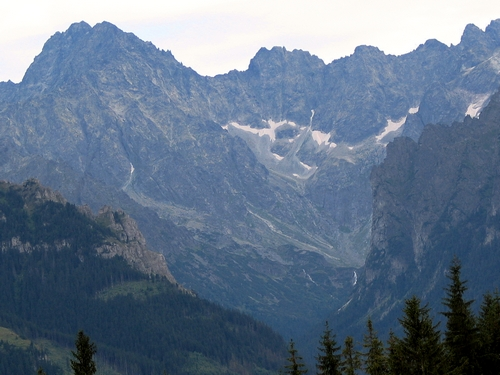
Gerlachovský štít (Gerlsdorfer Spitze) über dem Tal

Das eiszeitlich durch Gletscher geformte Tal Dolina Białki (slowakisch: Bielovodská dolina) ist mit 14 km Länge und 63,5 km² Fläche das größte Tal in der Hohen Tatra. Es befindet sich nördlich des Hauptkamms der Hohen Tatra zum größeren Teil in Polen (38,2 km²) in der Woiwodschaft Kleinpolen und zum kleineren Teil in der Slowakei (25,3 km²). Es hat zahlreiche Seitentäler: Dolina Rybiego Potoku, Dolina Roztoki mit seiner Verlängerung Dolina Pięciu Stawów Polskich und Dolina Waksmundzka in Polen sowie die Červená dolina und das Rozpadliny in der Slowakei. Das Haupttal auf slowakischem Gebiet oberhalb des Zusammenflusses von Rybi Potok mit der Biela voda trägt zwar ebenfalls den slowakischen Namen Bielovodská dolina (alternativ auch Podúplazská dolina oder Dolina pod Vysokou genannt), trägt jedoch im Polnischen einen separaten Namen (Dolina Białej Wody).

## Geographie
Das Tal ist rund 14 km lang und reicht bis an den höchsten Berg der Hohen Tatra, die Gerlachovský štít (Gerlsdorfer Spitze) mit 2655 m, heran. Das Tal und seine Seitentäler fallen von Süden nach Norden herab. Es wird vom Gebirgsfluss Białka/Biela voda durchflossen, der fast alle Täler nördlich des Hauptkamms der Hohen Tatra entwässert. Seine linken (polnischen) Zuflüsse im Tal sind Rybi Potok, Roztoka und Waksmundzki Potok, sein rechter (slowakischer) Zufluss im Tal ist der Červený potok.
Im Tal befinden sich die meisten Bergseen der Hohen Tatra, u. a. der flächenmäßig größte, das Meerauge (Morskie Oko), sowie der volumenmäßig größte und tiefste, der Wielki Staw Polski (Große See).
In der letzten Eiszeit befand sich im Tal der größte Gletscher der Tatra mit einer Länge von 14 km, einer Fläche von 60 km² und einer Eisdicke von ca. 300 m.
Sowohl die polnisch-slowakische Grenze, als auch die Grenze der historischen Regionen Podhale und Zips verläuft durch die Talsohle, größtenteils entlang des Flusses Białka. Ein Grenzübergang für den Straßenverkehr befindet sich auf der Alm Łysa Polana, einer für Wanderer auf der Rysy.
Das Tal gehört auf beiden Seiten der Grenze zum Tatra-Nationalpark. Unterhalb des Nationalparks wird das Tal weiter und flacher. Nach wenigen Kilometern, auf denen die Białka die Grenze zwischen Polen und der Slowakei bildet, fließt sie nach Polen und dort in den Stausee Jezioro Czorsztyńskie. Vom Hauptkamm der Tatra bis zum Stausee hat das Tal eine Länge von 40 km.

## Etymologie
Der Name leitet sich von dem Gebirgsfluss Białka/Biela voda, der es durchfließt, ab und lässt sich übersetzen als „Tal der Weißen“, „Weißbachtal“ oder „Weißwassertal“. Teilweise ist auch die Bezeichnung Bialkatal zu finden.

## Flora und Fauna
Das Tal liegt unterhalb und oberhalb der Baumgrenze. Alle alpinen Stufen finden sich in dem Tal. Das Tal ist Rückzugsgebiet für Hirsche, Bären, Wölfe, Luchse, Gämsen, Murmeltiere und Adler. Teile des Tals unterliegen als Naturreservate strengem Naturschutz und dürfen nicht betreten werden.

## Klima
Im Tal herrscht Hochgebirgsklima.

## Almwirtschaft
Vor der Errichtung des slowakischen und polnischen Nationalparks in den Jahren 1949 und 1954 wurde das Tal seit dem 17. Jahrhundert für die Almwirtschaft genutzt. Danach wurden die Eigentümer der Almen enteignet bzw. zum Verkauf gezwungen. Ehemalige Almhütten befinden sich noch im Tal.

## Tourismus
Das Tal ist das von Touristen am meisten besuchte Tal der Hohen Tatra. Im unteren Bereich des Tals befinden sich auf den Almen Łysa Polana und Palenica Białczańska zwei große Parkplätze am Oswald-Balzer-Weg, der durch das Tal bis zum Bergsee Meerauge führt. Im Tal befinden sich auf polnischer Seite drei Schutzhütten:
- Schronisko PTTK w Dolinie Roztoki
- Schronisko PTTK w Dolinie Pięciu Stawów Polskich im Seitental Dolina Pięciu Stawów Polskich
- Schronisko PTTK nad Morskim Okiem im Seitental Dolina Rybiego Potoku

Durch das Tal führen zahlreiche Wanderwege:
- ▬  Ein rot markierter Wanderweg auf polnischer Seite führt vom Zakopaner Stadtteil Toporowa Cyrhla auf den Gipfel Rysy. Teilweise folgt der Wanderweg dem Oswald-Balzer-Weg in das Tal Dolina Rybiego Potoku. Dort beginnen zahlreiche weitere Wanderwege.
- ▬ Ein grün markierter Wanderweg auf polnischer Seite führt vom Tal in das Tal Dolina Roztoki und in seine Verlängerung Dolina Pięciu Stawów Polskich. Dort beginnen zahlreiche weitere Wanderwege.
- ▬ Ein blau markierter Wanderweg auf polnischer Seite führt vom Tal auf die Almen Rusinowa Polana und Zazadnia. Dort beginnen zahlreiche weitere Wanderwege.
- ▬ Ein blau markierter Wanderweg auf slowakischer Seite führt vom Tal zum Sattel Prielom und weiter in das Große Kohlbachtal (Veľká Studená dolina) zur »Räuberhütte« Zbojnícka chata. Eine grün markierte Abzweigung auf einer Höhe von 2160 Metern führt zum Pass Poľský hrebeň (2200 m) in das Tal Velická dolina mit dem Berghotel Sliezsky dom. Über einen gelb markierten Weg ist von der Passhöhe der Gipfel Východná Vysoká (2429 m) erreichbar.

Die Wanderwege auf slowakischem Gebiet sind abgesehen von Wintersperren zwischen 1. November und 15. Juni in alpinem Gelände frei zugänglich. Der Zugang auf polnischem Gebiet ist dagegen gebührenpflichtig.